# Товариство південноросійських художників
Товариство південноруських художників (Товариство художників півдня України)— об'єднання любителів художнього мистецтва України ("південь Російської імперії" — звідси назва). Найбільше творче угруповання на території України кінця XIX — початку XX ст. Діяло в Одесі в 1890—1922.

## Історія
Розуміючи завдання мистецтва як одного з важливих факторів в розвитку суспільства, товариство обстоювало принципи реалізму і демократичну спрямованість художньої творчості. Відіграло значну роль у пробудженні інтересу до образотворчого мистецтва в Україні, в естетичному вихованні населення.
Членами-засновниками були також українські митці: Микола Скадовський (голова Товариства у 1890—1892), Киріак Костанді (від 1902 голова), Микола Кузнецов, Геннадій Ладиженський, Микола Кравченко, Борис Едуардс і російські Олександр Попов, Опанас Розмарицин. Голови правління — Микола Скадовський (1890—1892), директор Одеської рисувальної школи О. Попов (з 1893) і Киріак Костанді (з 1902).
Інші члени: Іван Айвазовський, Володимир Бальц, Юлій Бершадський, Євген Буковецький, Павло Волокидін, Герасим Головков, Соломон Кишинівський, Аристарх Кобцев, Данило Крайнєв, Петро Левченко, Петро Нілус, Олександр Мартинович, Гаврило Машталер, Павло Шварц.
В різний час товариство налічувало 87 дійсних членів, переважну більшість яких складали митці, тісно пов'язані з українською національною культурою.
Товариство організовувало щорічні загальні та індивідуальні виставки своїх членів (перша відкрилась 8 квітня 1890 р.). За час його існування відбулося 29 пересувних періодичних виставок, загалом — понад 100 експозицій. У тематиці творів учасників товариства, поряд з побутовим жанром, в якому переважали соціальні мотиви, провідне місце займало пейзажне малярство. Творчість багатьох художників зазнала впливу мистецтва передвижників, а також французьких імпресіоністів.
На виставках, окрім місцевих майстрів, регулярно експонувались роботи художників з інших міст України, а також з Москви і Санкт-Петербурга (усього близько 600 митців різних стильових напрямків).
Більшість учасників об'єднання не сприйняла більшовицького перевороту 1917 року. Серед причин припинення існування товариства — еміграція у 1919 — на початку 1920 за кордон ряду його провідних членів (О. Ганзен, П. Ганський, В. Коренєв-Новоросійський, М. Кузнецов, П. Нілус, О. Федоров, Б. Едуардс) і смерть Киріака Костанді.